# Ilybius balkei
Ilybius balkei is een keversoort uit de familie waterroofkevers (Dytiscidae). De wetenschappelijke naam van de soort is voor het eerst geldig gepubliceerd in 1993 door Fery & Nilsson.